# Heinrich Lautensack (Schriftsteller)
Heinrich Lautensack (* 15. Juli 1881 in Vilshofen; † 10. Januar 1919 in Eberswalde) war ein deutscher Schriftsteller.

## Leben

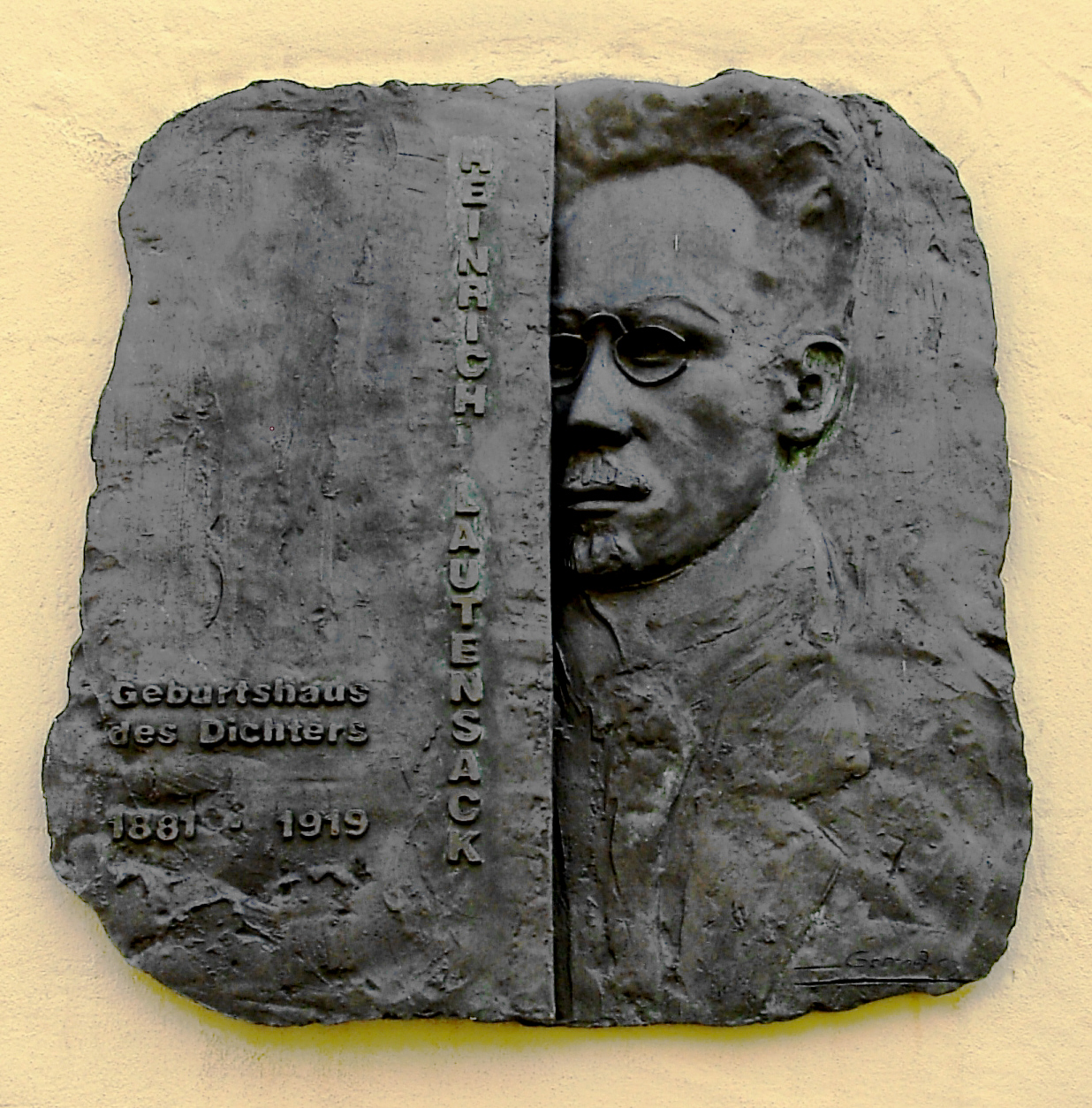
Gedenktafel an Lautensacks Geburtshaus in Vilshofen an der Donau

Der Sohn eines Jahrmarkttrödlers und Textilkaufmanns wuchs in Passau in einem streng katholischen Elternhaus auf. 1899 begann er an der Technischen Hochschule in München ein Mathematikstudium, um Geometer zu werden. Unter dem Einfluss der Schwabinger Szene brach er sein Studium ab und schloss sich 1901 dem Kabarett Die Elf Scharfrichter an. Hier lernte er Frank Wedekind kennen, der ihn zu eigenen lyrischen und dramatischen Versuchen ermunterte. Er schrieb unter anderem Vortragsstücke für das einzige weibliche Mitglied der Scharfrichter, die Diseuse Marya Delvard und heiratete 23-jährig die Schauspielerin Dora Harnisch, die unter dem Namen Dora Stratton auftrat (ihr ist sein erstes Stück Medusa gewidmet).
Im Herbst 1904 wurde das Kabarett Die Elf Scharfrichter aufgelöst. 1907 ging er nach Berlin, wo er als freier Schriftsteller lebte. Er wirkte bei den Zeitschriften Die Aktion und Das neue Pathos mit, übersetzte aus dem Englischen und Französischen, bearbeitete Stücke anderer Autoren für die Bühne und nahm journalistische Gelegenheitsaufträge an. 1910 heiratete er in zweiter Ehe die Varietésängerin Betty Eisner. Lautensack verfasste an Wedekind orientierte Balladen, Dramen, Erzählungen und ab 1912 einige Drehbücher. 1912/13 gab er mit Alfred Richard Meyer und Anselm Ruest die Zweimonatszeitschrift Die Bücherei Maiandros heraus.
Seine eigenen Werke wurden zwar in geringer Auflage gedruckt (u. a. von Kurt Wolff), aber wegen der Zensur nicht gezeigt. Eine Ausnahme bildet die Uraufführung des Hahnenkampf 1911 in Wien. Immer wieder kam er zurück nach Passau und verfasste hier seine in Niederbayern spielenden Werke, die den Konflikt zwischen kleinbürgerlicher Sexualmoral und natürlicher Triebhaftigkeit zum Thema hatten. In Hahnenkampf, angesiedelt in Hauzenberg, bekämpfen sich sechs örtliche »Respektspersonen« – Feuerwehrhauptmann, Braumeister, Apotheker, Polizeikommandant, Schullehrer und Gendarm – bis aufs Blut wegen einer heiß begehrten Dame. Sein bekanntestes Drama Pfarrhauskomödie handelt von einem Pfarrer, der sich sowohl an der Haushälterin als auch vermutlich an deren ebenfalls schwangerer Aushilfe vergangen hat.
Im Ersten Weltkrieg war er Telegraphist im Garnisonsdienst in Samland (Ostpreußen). 1917
wurde er vom Militär entlassen, und er kehrte nach Berlin zurück. Der Tod des zeitlebens von ihm verehrten Frank Wedekind 1918 wurde zum Auslöser einer Geisteskrankheit. Bei Wedekinds Beerdigung auf dem Münchner Waldfriedhof fiel er den Trauernden auf, als er laut schreiend und gestikulierend Filmaufnahmen der Beerdigung machen ließ. Er starb ein Jahr später in geistiger Umnachtung in der Nervenheilanstalt Eberswalde und wurde auf dem Friedhof Wilmersdorf in Berlin beigesetzt.
Noch in seinem Todesjahr wurde in München mit Hermine Körner und Wilhelm Dieterle sein Schauspiel Das Gelübde, das im Kapuzinerkloster zu Passau-Mariahilf spielt, uraufgeführt. 1920 kam die Pfarrhauskomödie mit Lucie Höflich in Berlin erstmals auf die Bühne. Neben 200 Berliner Aufführungen wurde sie auf mehr als 100 deutschsprachigen Bühnen gezeigt.

## Werke

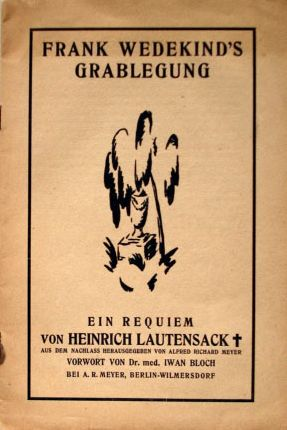
Frank Wedekind's Grablegung, 1919

- 1902: Die Elf Scharfrichter. Ein Musenalmanach (nur Beiträge)
- 1904: Medusa. Aus den Papieren eines Mönches, online.
- 1908: Hahnenkampf
- 1910: Documente der Liebesraserei. Die gesammelten Gedichte
- 1911: Pfarrhauskomödie
- 1916: Das Gelübde
- 1918: Samländische Ode
- 1919: Erotische Votiftafeln
- 1919: Frank Wedekind's Grablegung. Ein Requiem
- 1920: Altbayrischer Bilderbogen. Prosadichtungen
- 1920: Leben, Taten und Meinungen (kurz zusammengefasst) des sehr berühmten russischen Detektivs Maximow, Beamter zu besonderen Aufträgen im Ministerium des Innern zu St. Petersburg
- 1925: Lena. Erzählung (postum)

Drehbücher
- 1912: Zweimal gelebt
- 1912: Der Mann in der Flasche
- 1913: Zwischen Himmel und Erde
- 1913: Das ist der Krieg
- 1913: Entsagungen
- 1916: Der verkaufte Schlaf
- 1916: Die Stricknadeln
- 1917: Unheilbar

Gesamtausgabe
- Heinrich Lautensack: Das verstörte Fest. Gesammelte Werke. Carl Hanser Verlag, München 1985, 536 Seiten, ISBN 3-446-11629-X und ISBN 978-3-446-11629-0

postume Neuausgaben
- Ariane Martin (Hrsg.): Heinrich Lautensack: Ein Requiem. Ein Dokumentarfilmprojekt über die Beerdigung Frank Wedekinds. Kommentierte Neuedition des Drehbuchentwurfs, mit Materialien im Anhang. (= Wedekind-Lektüren, Band 7). Königshausen & Neumann, Würzburg 2018. ISBN 978-3-8260-6442-5.